# 대륙점지빠귀

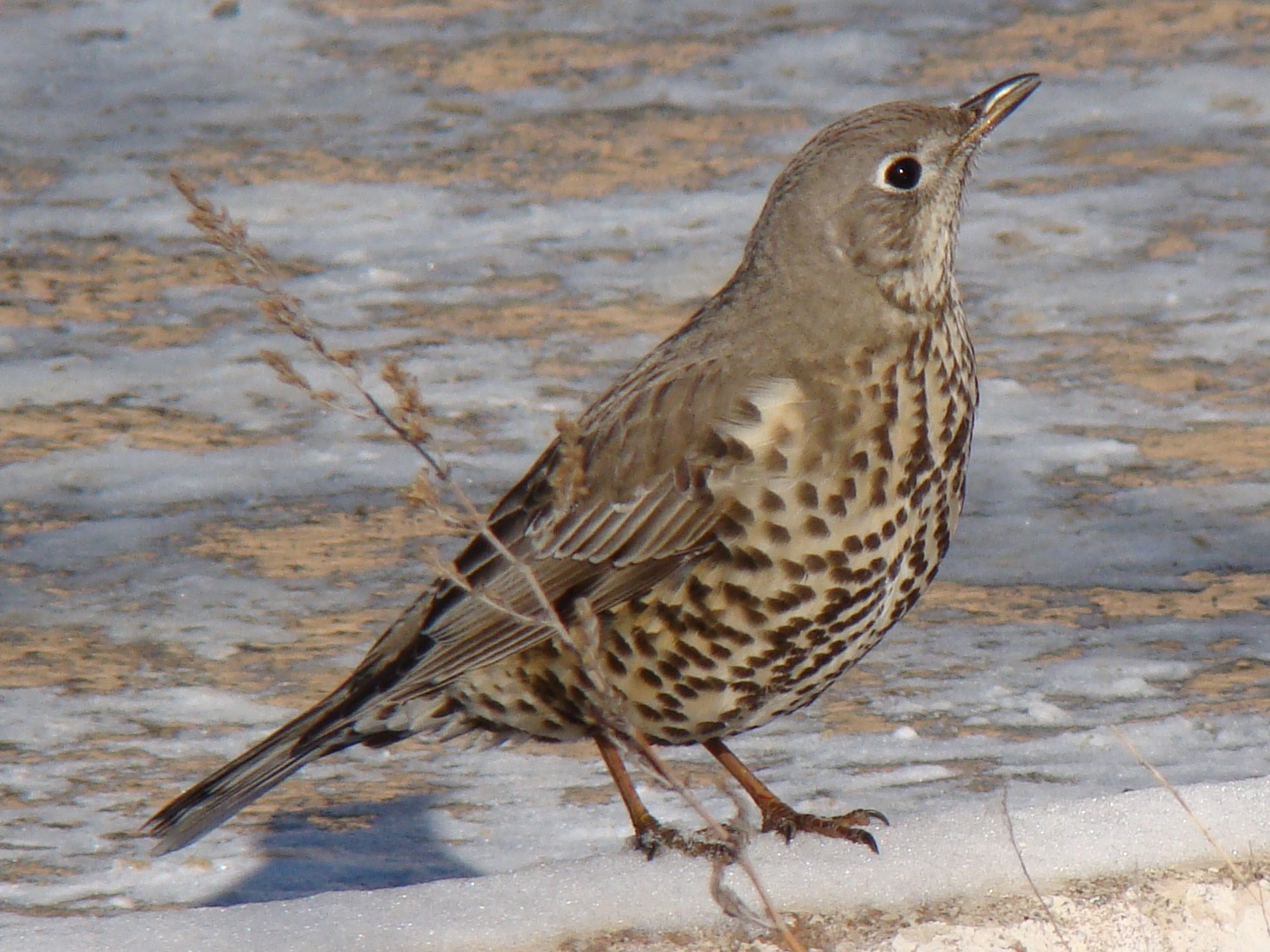

대륙점지빠귀 또는 겨우살이개똥지빠귀(Mistle thrush, Turdus viscivorus)는 유럽, 온대 아시아 및 북아프리카의 많은 지역에 흔한 새이다. 서식지의 대부분은 일년 내내 서식하지만, 북부와 동부의 개체군은 겨울 동안 종종 작은 무리를 지어 남쪽으로 이동한다. 윗부분은 옅은 회갈색이고, 턱과 목은 회백색이며, 옅은 노란색과 아랫부분에 황백색의 검은 반점이 있는 큰 아구창이다. 암수는 깃털이 비슷하며, 세 아종의 차이는 아주 미미한다. 수컷은 습하고 바람이 많이 부는 날씨에도 울려 퍼지는 시끄러운 노래를 가지고 있어서 폭풍우닭(stormcock)이라는 옛 이름을 얻었다.